# Hannah Montana
Hannah Montana ist eine Fernsehserie der Walt Disney Company. Die namensgebende Hauptperson, gespielt von Miley Cyrus, ist eine zu Beginn 14-jährige Schülerin, die ein Doppelleben als Sängerin führt. Die deutsche Erstausstrahlung fand am 23. September 2006 im Disney Channel statt. Auf Super RTL erfolgte am 24. September 2007 die Free-TV-Premiere. Seit September 2008 wurde die Serie auch in Österreich via ORF 1 ausgestrahlt.
Die Sitcom wurde von Michael Poryes produziert, der auch schon an Raven blickt durch beteiligt war. Die Serie spielt im selben Serienuniversum wie Raven blickt durch, Hotel Zack & Cody, Zack & Cody an Bord, Jessie, Einfach Cory, Die Zauberer vom Waverly Place, Tripp’s Rockband und Zuhause bei Raven so dass es ab und zu Gastauftritte und andere Berührungspunkte zwischen den Serien gibt, wie z. B. den Tourneeaufenthalt von Hannah Montana im Tipton Hotel. Miley Cyrus feierte mit dieser Rolle in den USA ihren Durchbruch als Schauspielerin und Sängerin.
Der Kinofilm Hannah Montana – Der Film kam am 1. Juni 2009 in die deutschen Kinos.

## Inhalt
Tagsüber ist Miley Stewart ein ganz normales Mädchen, das die Middle School bzw. High School besucht. Abends verwandelt sie sich mit Hilfe einer blonden Perücke in die erfolgreiche Pop-Sängerin Hannah Montana. In der Folge Die große Enthüllung in der vierten Staffel gibt Hannah Montana live in der Tonight Show mit Jay Leno öffentlich ihr Geheimnis preis.
Informiert über dieses Doppelleben sind bis zur Folge Die große Enthüllung in der vierten Staffel ihr Vater, ihr großer Bruder Jackson, ihre beiden Großmütter, ihre Patentante Dolly, ihr Onkel Earl, ihre Cousine Luann, ihr Bodyguard Roxy, ihr ehemaliger Freund Jake Ryan, ihr neuer Freund Jesse, ihre zwei besten Freunde Oliver und Lilly, deren Mutter, ihre Presseagentin Vita, ein Polizist, dessen Tochter, mehrere Fans, die auf einem Konzert in Crowley Corners in Hannah Montana – Der Film waren, ihr Freund Travis in Hannah Montana – Der Film, ein ehemaliger Designer und Jacksons Freundin Siena.

## Figuren

### Hauptfiguren
Miley Ray Stewart

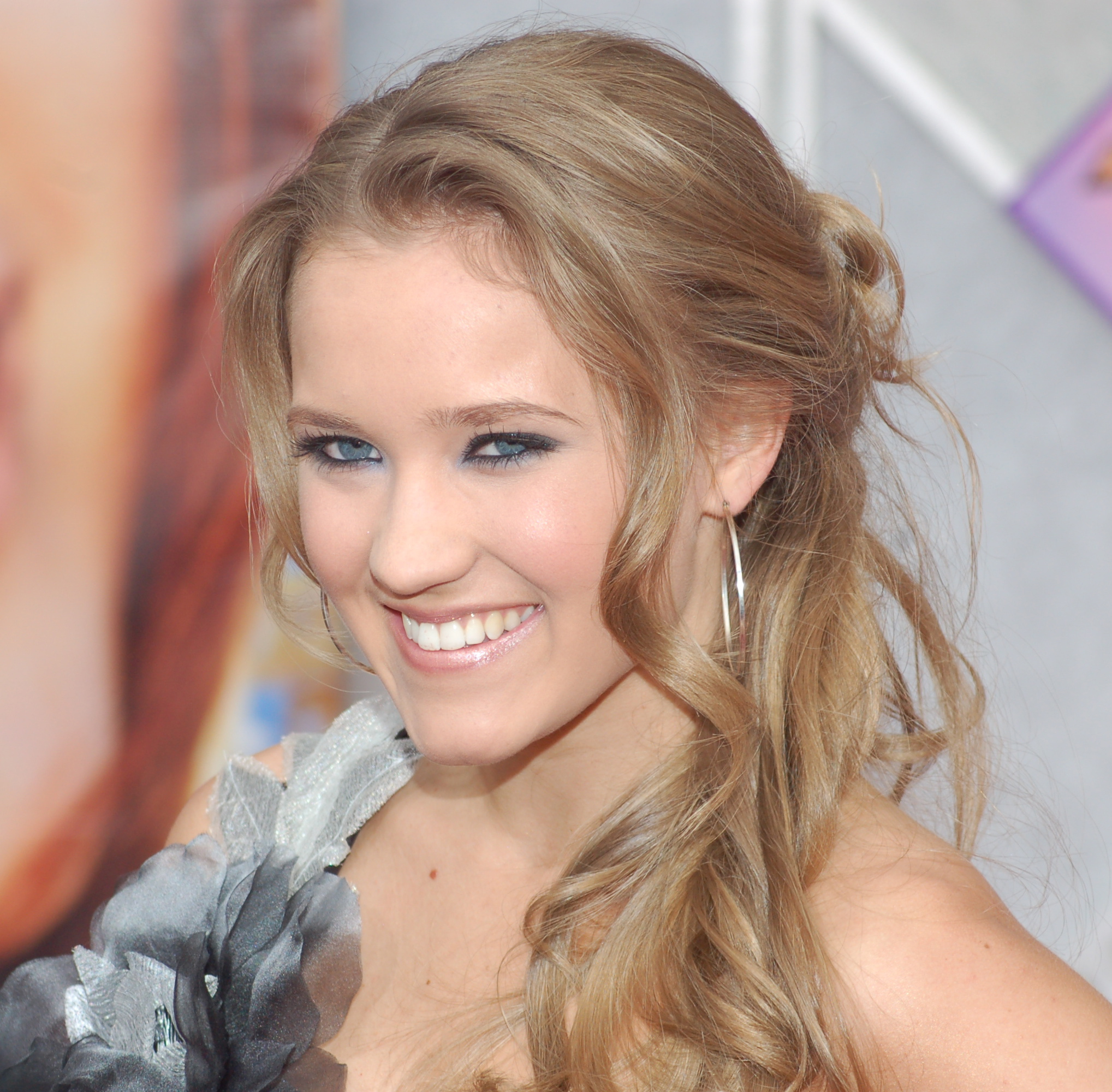
Emily Osment spielte Lillian ‚Lilly‘ Truscott

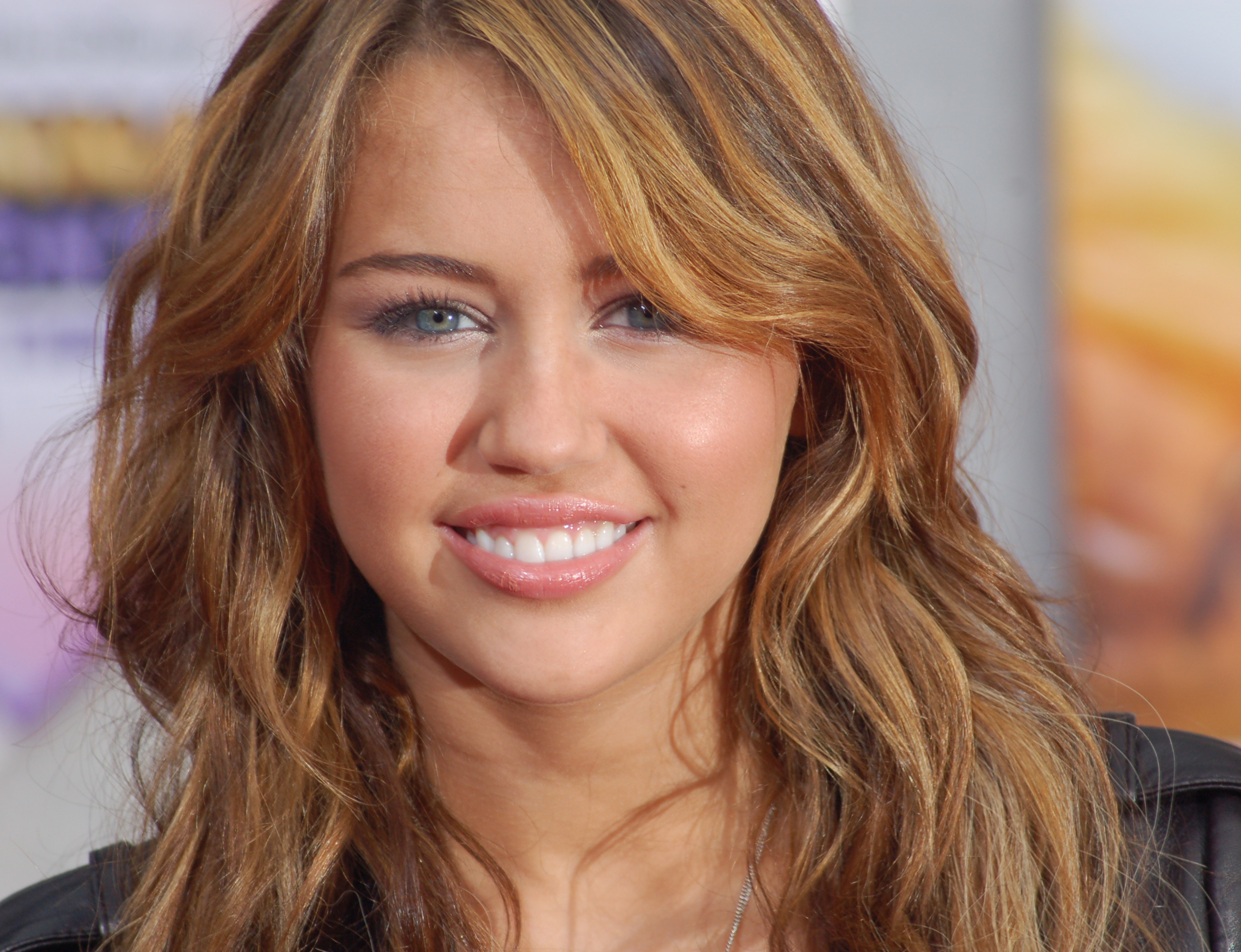
Miley Cyrus spielte Miley Ray Stewart alias Hannah Montana

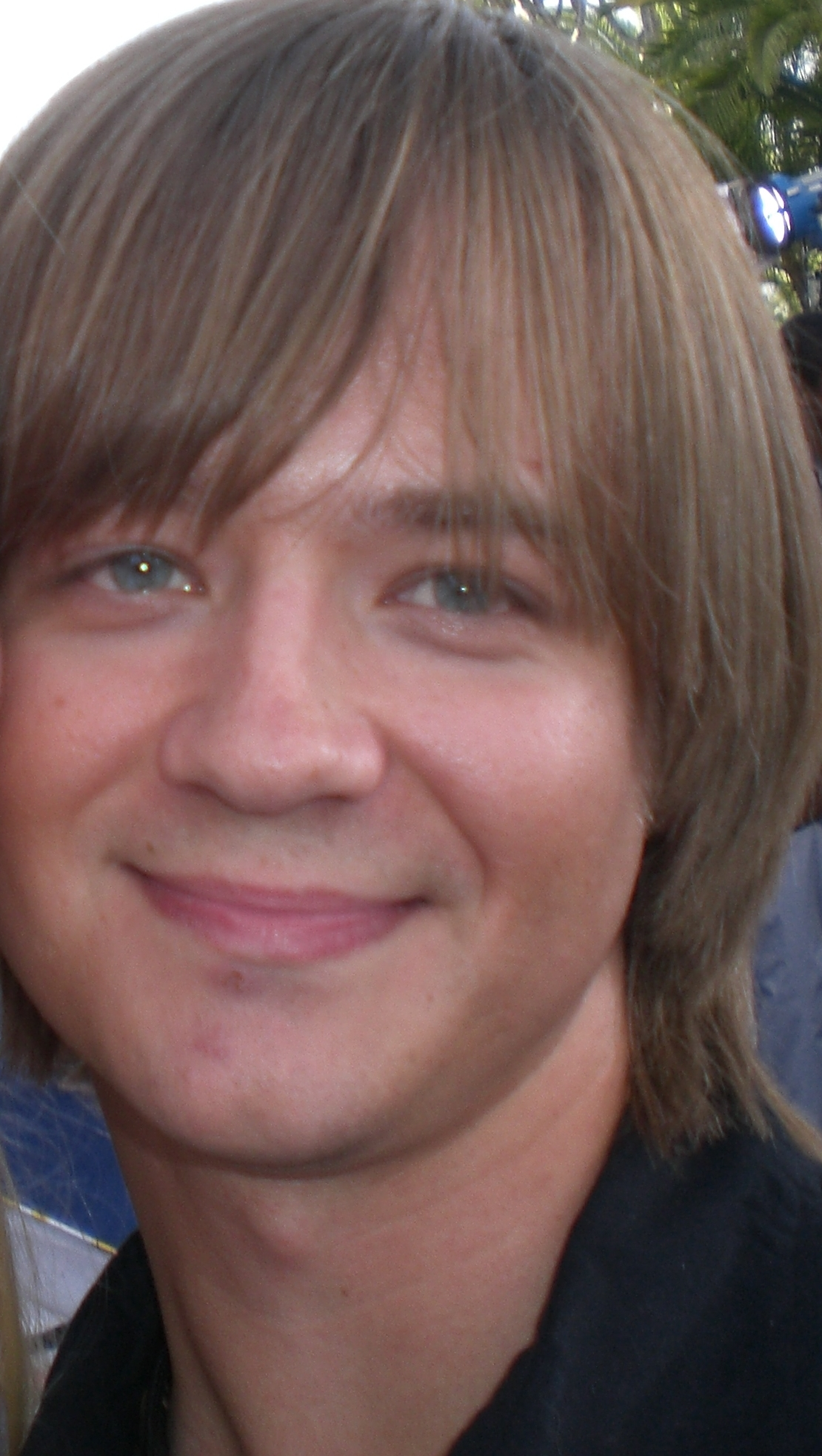
Jason Earles spielte Jackson Rod Stewart

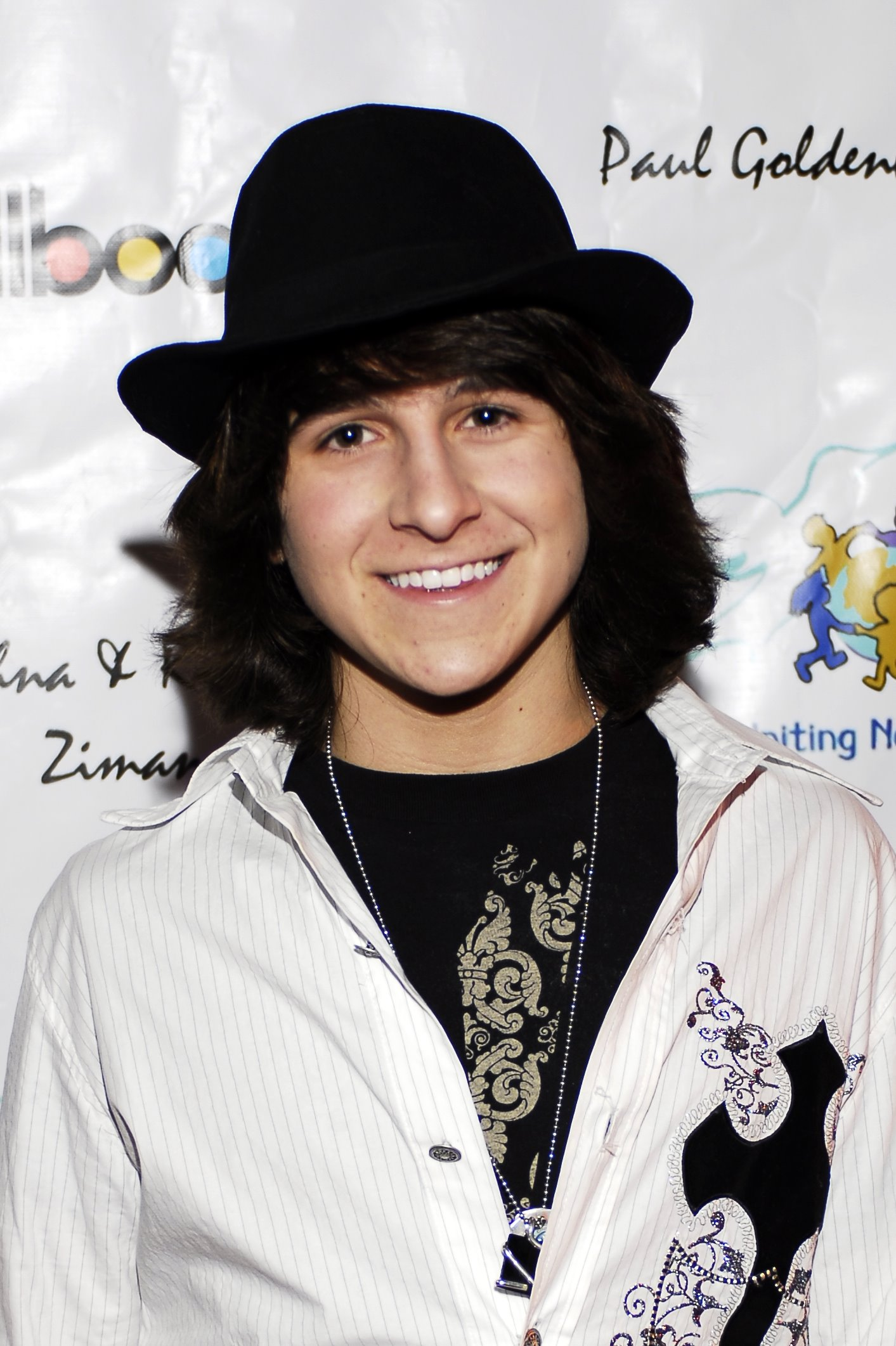
Mitchel Musso spielte Oliver Oscar Oken

Miley ist ein scheinbar gewöhnlicher Teenager, der ein Doppelleben als Popidol Hannah Montana führt. Sie lebt mit ihrem Bruder Jackson und ihrem Vater Robby zusammen in Malibu. Als Mileys Mutter stirbt, ist Miley noch sehr jung. Ihre Mutter kommt in ihren Träumen auch öfter vor. Ursprünglich stammen Miley und ihre Familie aus Tennessee. Als ihre Familie umzog, kreierte sie mit ihrem Vater und ihrem Bodyguard ein Alter Ego für Miley.
Auf der Seaview Middle School traf sie ihre besten Freunde Lilly und Oliver, die erst nach einem Jahr von ihrem Geheimnis wissen. In der zweiten Staffel wechselt Miley auf die High School. Als Hannah Montana schauspielert sie auch wie z. B. im fiktiven Film Indiana Joannie und der Fluch der goldenen Kobra oder als Gast-Star in der Serie Zombie High. In einem Interview mit Robin Roberts in der Folge „Wie alles wirklich war“ gab sie bekannt, dass sie ungefähr 47 Hannahperücken getragen hat.
Lillian ‚Lilly‘ Truscott
Lilly ist Mileys und Olivers beste Freundin. Schon bevor sie Mileys Geheimnis entdeckte, war sie ein großer Hannah-Montana-Fan. Sie ist schrill und trägt meistens Skaterkleidung. Wenn sie mit Hannah ausgeht, nennt sie sich Lola. Dann trägt sie eine Reihe von Kurzhaarperücken in verschiedenen Farben und verrückte Kleidung. Erstmals hieß sie Lola LaFonda, doch später entschied sie sich für den Namen Lola Luftnagle. Sie findet die Kleidung von Hannah so toll, dass sie immer wieder neue Kleidung von ihr haben möchte. Seit der dritten Staffel sind sie und Oliver ein Paar. In der vierten Staffel lebt sie mit Miley, Jackson und Robby zusammen auf dem neuen Hof in Malibu und führt mit Oliver eine Fernbeziehung.
Oliver Oscar Oken

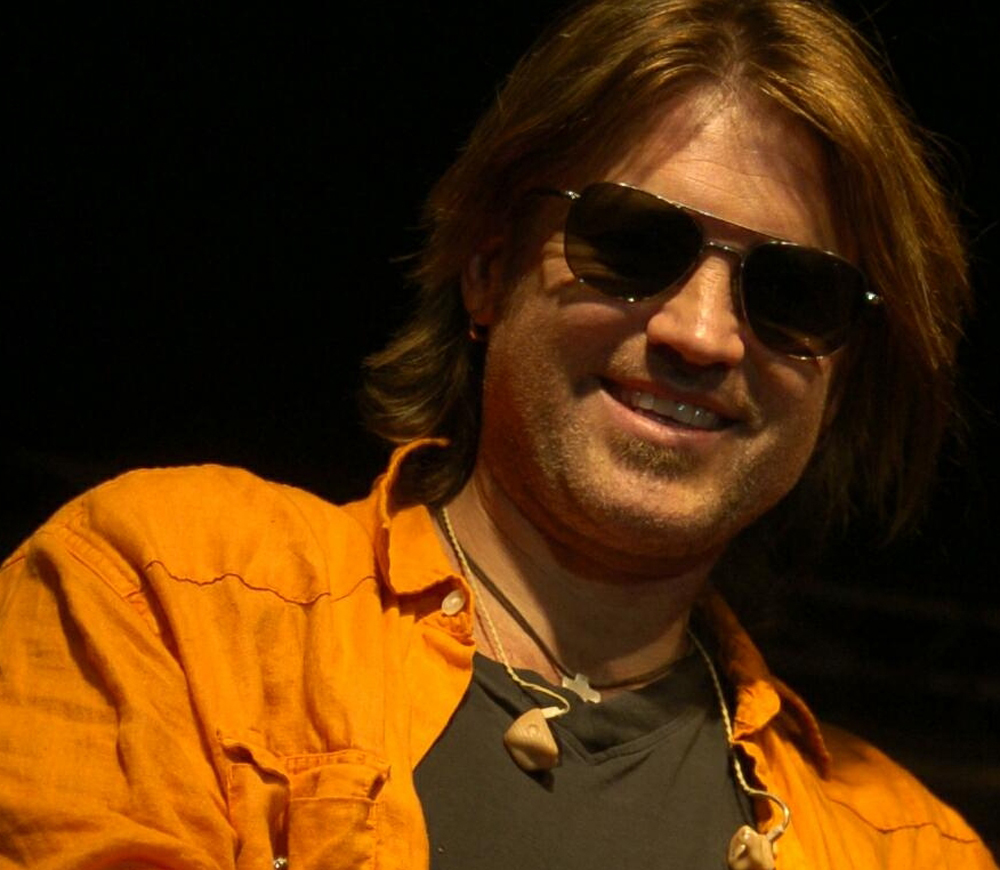
Billy Ray Cyrus spielte Robby Ray Stewart

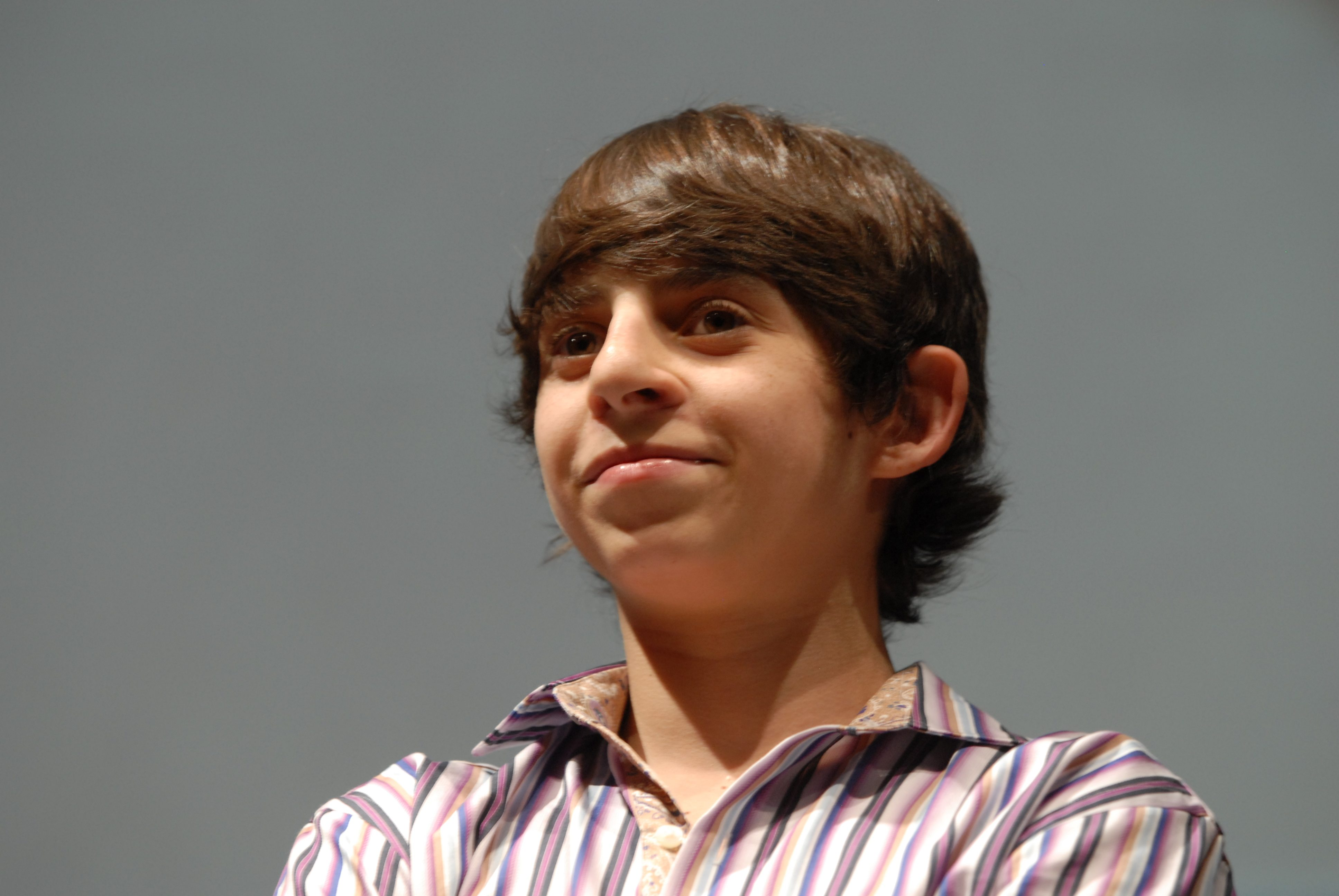
Moisés Arias spielte Rico

Oliver ist schon seit der Vorschule mit Lilly befreundet und verstand sich sofort gut mit Miley. Ursprünglich war Oliver in Hannah verliebt, was sich änderte, als er herausfand, dass sie in Wirklichkeit Miley ist. Oliver möchte gerne von allen anerkannt werden, besonders von den Mädchen. Vor Kaugummi hat er unglaubliche Angst. Um bei Veranstaltungen zusammen mit Hannah und Lilly aufzutreten, legt sich Oliver in der zweiten Staffel ebenfalls ein Alter Ego zu, den Rapper Mike Stanley, der Dritte. Am Ende derselben Staffel erkrankt er an Diabetes. Er ist außerdem in einer Band, in der er als Sänger agiert. Seit der dritten Staffel sind er und Lilly ein Paar. In der vierten Staffel tritt er nur noch als Nebenfigur auf.
Jackson Rod Stewart
Jackson ist Mileys Bruder, mit dem sie sich oft streitet. Allerdings helfen sich beide auch häufig gegenseitig aus schwierigen Situationen heraus, wobei Jackson auf viele clevere Tricks zurückgreift, die oft auch schiefgehen. Neben der Schule arbeitet Jackson in Rico’s Surfshop am Strand.
Jacksons zweiter Vorname ist Rod, sodass sein Name an den Sänger Rod Stewart erinnert. In der dritten Staffel bemüht er sich auf die State University of Santa Barbara zu kommen. Seit der vierten Staffel ist er mit dem Bikinimodel Siena zusammen
Robby Ray Stewart
Robby Ray ist der verwitwete Vater von Jackson und Miley. Früher war er einmal ein bekannter Country-Sänger mit Namen Robby Ray, nach dem Tod seiner Frau gab er seine Karriere auf, um für seine Kinder da zu sein. Für Hannah ist er der Manager, Produzent und Songschreiber; wenn er in dieser Rolle auftritt, trägt er einen Schnurrbart, um Mileys wahre Identität zu schützen.
Rico Suave
Rico ist ein nerviger, reicher, hochintelligenter Junge, dessen Vater den Surfshop betreibt, in dem Jackson arbeitet. Am liebsten geht Rico Leuten auf die Nerven, besonders Jackson, was er selbst als sein Hobby bezeichnet. Er ist seit der zweiten Staffel eine Hauptfigur.

### Nebenfiguren
Blue Jeans
Blue Jeans ist Mileys Pferd aus Tennessee. Seinetwegen zieht die Stewart-Familie Ende der 3. Staffel in ein neues Haus, was innerhalb einer Doppelfolge gezeigt wurde. Anfang 4. Staffel wurde das neue Haus gezeigt. Blue Jeans hat Miley und Lilly geholfen, wichtige Entscheidungen zu treffen, zum Beispiel beim Umzug und bei der Pferdeangst von Lilly.
Roxy Roker
Roxy ist der aggressive weibliche Bodyguard von Hannah alias Miley. Sie geht immer sehr rigoros vor, wenn sie Hannah vor Fans und besonders Jungs schützen muss. Auch kommt es hin und wieder vor, dass sie von sich selbst in der dritten Person spricht.
In manchen Episoden greift sie bei Hannah ein, wenn sie mit einem Jungen eine Verabredung hat, und verdirbt Hannah damit alles. Sie hatte Miley geholfen, eine Perücke auszusuchen.
Leslie „Jake“ Ryan
Leslie ist ein berühmter Schauspieler und Mileys ehemaliger Freund. Er spielt einen Zombieschlächter in der fiktiven Serie Zombie High. Nachdem er und Miley ihre Beziehung beendet haben, wollten die beiden nur gute Freunde bleiben, aber kommen in der dritten Staffel wieder zusammen. In der vierten Staffel betrügt Jake Miley mit einem anderen Mädchen, woraufhin sie ihn verlässt. In der 4. Staffel (Episode 9) wird Jake noch einmal in einer Doppelfolge in einem Song erwähnt und als 'schräg' bezeichnet.
Amber Addison und Ashley Dewitt
Die beiden sind die beliebtesten Mädchen der Seaview Middle School und der High School. Amber ist eine gute Sängerin, wie in der Episode Immer Ärger mit Amber klar wird. Wenn die beiden ein Wort oder einen Satz gleichzeitig sagen, sagen sie danach Uh, tss und berühren sich gegenseitig die Zeigefinger. Sie sind sehr unfreundlich zu Miley, Lilly und Oliver, werden aber, nachdem sie herausgefunden haben, dass Miley Hannah Montana ist, freundlich zu ihnen, was Miley und Lilly ablehnen.
Traci Van Horne
Traci ist die Tochter von Hannahs Musik-Produzent und mit Hannah befreundet, weiß jedoch nichts von ihrem Doppelleben. Sie besitzt eine Katze namens Madonna und findet Mileys Vater „so lustig“. Sie leidet unter einer chronischen Stirnhöhlenentzündung, darüber wird sich gelegentlich lustig gemacht, besonders von Lilly, da sie und Traci sich streiten.
Sarah Armstrong
Sarah ist eine sehr umweltfreundliche Mitschülerin von Miley und war einmal die Freundin von Oliver. Sie steht immer um 4:00 Uhr morgens auf, außer am Samstag, da schläft sie bis 5:30 Uhr.
Albert Dontzig
Dontzig ist ein übergewichtiger Nachbar der Familie Stewart. Er kommt nicht besonders gut mit ihnen aus, außerdem besitzt er einen Hund. Er ist ein ehemaliger Student der State University of Santa Barbara, auf die Jackson in der dritten Staffel will.
Joannie Palumbo
Joannie ist eine Mitschülerin von Miley. Miley und Lilly kommen mit ihr nicht gut aus, jedoch freundet sich Lilly Ende der zweiten Staffel mit ihr an. Außerdem war sie mal die Freundin von Oliver und ist Vegetarierin.
Ruthie Ray Stewart
Ruthie Ray ist die Oma von Miley und Jackson. Sie war früher einmal Schulköchin und ist für ihr Alter immer noch sehr fit. Außerdem streitet sie sich mit Mileys Tante Dolly, bis sie sich mit ihr in der zweiten Staffel wieder verträgt. Sie hat Angst, das Miley sie wegen ihres Geheimnisses vernachlässigt.
Dolly
Dolly ist Mileys Patentante. Sie ist bis zur zweiten Staffel mit Oma Ruthie verstritten. Außerdem hatte sie schon mehrere Schönheits-OPs. Sie ist immer eine Ansprechpartnerin für Miley, wenn sie in Probleme steckt. Sie besitzt eine eigene Fernsehshow in der Miley und Billy Ray Cyrus schon aufgetreten sind und hat auch einen eigenen DollyAir-Hubschrauber.
Susan Beatrice Stewart
Susan ist Mileys und Jacksons verstorbene Mutter. Sie taucht gelegentlich in Mileys Träumen auf oder in der Folge „Jake oder Jesse“ taucht sie sogar in einem Video auf. Sie war ihres Todes schon bewusst.
Cooper
Cooper ist einer von Jacksons Freunden. Er backt gerne, was aber nur seine Familie und Jackson wissen. Außerdem hat eine kleine Schwester namens Olivia und kommt nur in der ersten Staffel vor.
Mikayla
Mikayla ist Hannahs größte Rivalin. In der Öffentlichkeit spielen die beiden allen außer ihrer Familie und ihren Freunden vor, dass sie sich gern hätten, doch eigentlich hassen sie sich.
Francis Corelli
Mr. Corelli ist Mileys, Lillys und Olivers Lehrer und unterrichtet die Fächer Englisch, Geographie und Theater an der Middle School. Jetzt ist er Geschichtslehrer. In einer Vorstellung von Hannah war er unter anderem ihr Privatlehrer. Er lebt immer noch bei seiner Mutter.
Jesse
Jesse ist Hannah Montanas Gitarrist und Mileys Freund in der 4. Staffel. In der Folge Die große Enthüllung wird er von allen gehasst, weil er auf der Bühne Hannah Montana geküsst hat und gleichzeitig mit Miley ausging. Sein Vater ist im Ausland stationiert.
Siena
Siena ist die Cousine des neuen Stewart-Nachbarn T.J und Model. In der letzten vierten Staffel ist sie Jacksons neue Freundin. Sie ist reich und beschenkt Jackson ständig mit teuren Autos und Uhren.

## Besetzung und Synchronisation
Die deutsche Synchronisation wurde in den FFS Studios (München) bearbeitet, Dialogregie und Dialogbuch führte Solveig Duda. Die meisten Figuren behielten über alle vier Staffeln hinweg ihre Stimme – außer Jackson Stewart (Jason Earles); er hat ab der zweiten Staffel die Stimme von Manuel Straube verliehen bekommen, da Clemens Ostermann zwei Monate vor der Synchronarbeit starb.
| Rollenname                           | Schauspieler    | Hauptrolle (Staffel) | Nebenrolle (Staffel) | Synchronsprecher                                           |
| ------------------------------------ | --------------- | -------------------- | -------------------- | ---------------------------------------------------------- |
| Miley Ray Stewart / Hannah Montana   | Miley Cyrus     | 1–4                  |                      | Shandra Schadt                                             |
| Lilly Truscott / Lola Luftnagle      | Emily Osment    | 1–4                  |                      | Marieke Oeffinger                                          |
| Oliver Oscar Oken / Mike Stanley III | Mitchel Musso   | 1–3                  | 4                    | Johannes Wolko                                             |
| Jackson Rod Stewart                  | Jason Earles    | 1–4                  |                      | Clemens Ostermann (Staffel 1) Manuel Straube (Staffel 2–4) |
| Robby Ray Stewart                    | Billy Ray Cyrus | 1–4                  |                      | Thomas Amper                                               |
| Rico Suave                           | Moisés Arias    | 2–4                  | 1                    | Tobias John von Freyend                                    |

| Rollenname      | Schauspieler              | Gastrolle (Staffel) | Synchronsprecher        |
| --------------- | ------------------------- | ------------------- | ----------------------- |
| Amber Addison   | Shanica Knowles           | 1–4                 | Natalie Löwenberg       |
| Ashley Dewitt   | Anna Maria Perez de Taglé | 1–4                 | Leoni Kristin Oeffinger |
| Jake Ryan       | Cody Linley               | 1–4                 | Dirk Meyer              |
| Traci Van Horne | Romi Dames                | 1–3                 | Solveig Duda            |
| Roxy            | Frances Callier           | 1–2                 | Sandra Schwittau        |
| Mikayla         | Selena Gomez              | 2                   | Anke Kortemeier         |
| Onkel Earl      | David Koechner            | 2–4                 | Gudo Hoegel             |
| Tante Dolly     | Dolly Parton              | 1–2, 4              | Katharina Lopinski      |
| Oma Ruthie      | Vicki Lawrence            | 1–4                 | Eva Maria Bayerwaltes   |
| Cooper          | Andre Jamal Kinney        | 1                   | John-Alexander Döring   |
| Joannie Palumbo | Hayley Chase              | 2–4                 | Tatjana Pokorny         |
| Albert Dontzig  | Paul Vogt                 | 1, 3–4              | Thomas Wenke            |
| Francis Corelli | Greg Baker                | 1–4                 | Gerhard Jilka           |
| Sarah           | Morgan York               | 1–4                 | Farina Brock            |
| Susan Stewart   | Brooke Shields            | 2–4                 | Susanne von Medvey      |
| Siena           | Tammin Sursok             | 4                   | Andrea Wick             |

### Gaststars
- Corbin Bleu als Johnny in den Folgen 1.01 und 2.24
- Alison Brie als Nina in Folge 1.05
- Noah Cyrus als kleines Mädchen in Folge 1.07, 4.07
- Ashley Tisdale als Maddie Fitzpatrick in Folge 1.12
- Aimee Teegarden als Melissa in Folge 1.13
- Ryan Newman in Folge 1.25 und Folge 2.05
- Jesse McCartney als er selbst in Folge 2.05 und 2.12
- Tiffany Thornton als Becky in Folge 2.04 und 2.26
- Sterling Knight als Lucas in Folge 2.07
- Austin Butler als Derek in Folge 2.07
- Larry David und seine Töchter als sie selbst in Folge 2.07
- John D’Aquino als Präsident Richard Martinez in Folge 2.08
- Madison Pettis als Sophie Martinez in Folge 2.08
- Nicole Anderson als Marissa Hughes in Folge 2.09
- Jonas Brothers als sie selbst in Folge 2.16
- Dwayne „The Rock“ Johnson als er selbst in Folge 2.17
- Heather Locklear als Lillys Mutter in Folge 2.19
- Joey Fatone als Joey Vitolo in Folge 2.20
- Donny Osmond als er selbst in Folge 2.24
- Ray Romano als er selbst in Folge 2.24
- Kat Graham als Allison in Folge 3.04 und 3.16
- Lisa Rinna als Francesca in Folge 3.05
- Rob Reiner als er selbst in Folge 3.07
- China Anne McClain als Isabel in Folge 3.08
- Leigh-Allyn Baker als Mickey in Folge 3.08
- Chris Zylka als Gabe Lamotti in Folge 3.11 und 3.14
- David Archuleta als er selbst in Folge 3.14
- Genevieve Hannelius als junger Fan in Folge 3.16
- Malese Jow als Rachel in Folge 3.18
- Jon Cryer als Lillys Vater in Folge 3.28 und 4.13
- Angus T. Jones als T.J. der Nachbar von den Stewarts in Folge 4.01
- Davis Cleveland als Gast bei der Losbude in Folge 4.01
- Ray Liotta als Principal Luger in Folge 4.02
- Christine Taylor als Lori in Folge 4.03 und 4.06
- Sheryl Crow als sie selbst in Folge 4.05
- John Cena als er selbst in Folge 4.07[2]
- Iyaz als er selbst in Folge 4.08
- Jay Leno als er selbst in Folge 4.09 und 4.10
- Phil McGraw als er selbst in Folge 4.09 und 4.10
- Robin Roberts als sie selbst in Folge 4.11
- Kelly Ripa als sie selbst in Folge 4.13

## Ausstrahlung
| Staffel   | Episoden | Ausstrahlung (USA) Disney Channel   | Ausstrahlung (Deutschland) Disney Channel | Ausstrahlung (Deutschland) Super RTL    |
| --------- | -------- | ----------------------------------- | ----------------------------------------- | --------------------------------------- |
| Staffel 1 | 26       | 24. März 2006 bis 30. März 2007     | 23. September 2006 bis 18. April 2007     | 24. September 2007 bis 29. Oktober 2009 |
| Staffel 2 | 29       | 23. April 2007 bis 12. Oktober 2008 | 7. Juni 2007 bis 25. Dezember 2008        | 18. Februar 2008 bis 14. April 2009     |
| Staffel 3 | 31       | 2. November 2008 bis 14. März 2010  | 28. März 2009 bis 24. Mai 2010            | 12. September 2009 bis 2. Oktober 2010  |
| Staffel 4 | 15       | 11. Juli 2010 bis 16. Januar 2011   | 7. Oktober 2010 bis 19. März 2011         | 19. Februar 2011 bis 17. April 2011     |

## Musik
Im Laufe der Serie werden die von Miley Cyrus gesungenen Titel des Soundtracks in verschiedenen Folgen für Auftritte von Hannah Montana verwendet.
| Nummer | Titel                   | Künstler                          | Episode |
| ------ | ----------------------- | --------------------------------- | --- |
| 1      | The Best of Both Worlds | Hannah Montana                    | Titellied (Staffel 1–2) Die doppelte Hannah an Halloween Ach, wär’ ich doch ein Star… Sorry, Onkel Earl                                                        |
| 2      | Who Said                | Hannah Montana                    | Weh mir, da hab ich mich im Text geirrt Sammelwahn Besuch von Tante Dolly Die Wette                                                                            |
| 3      | Just Like You           | Hannah Montana                    | Der Partyschreck Die Klette |
| 4      | Pumpin’ Up The Party    | Hannah Montana                    | In geheimer Mission Wir sind die Nummer eins Immer Ärger mit Amber Die doppelte Hannah an Halloween                                                            |
| 5      | If We Were A Movie      | Hannah Montana                    | Besuch von Tante Dolly Seltsame Paare Ein kleines Problem |
| 6      | I Got Nerve             | Hannah Montana                    | Jacksons neuer Job Seltsame Paare Die doppelte Hannah an Halloween Die krächzende Hannah Der Karaoke-Wettbewerb                                                |
| 7      | The Other Side of Me    | Hannah Montana                    | Rache ist nicht immer süß Mädchen, die unbegreiflichen Wesen Hilfe, ich bin unsichtbar! Immer Ärger mit Amber Roxy greift ein Die doppelte Hannah an Halloween |
| 8      | This Is The Life        | Hannah Montana                    | Ach, wie gut, dass niemand weiß… Was zählt, sind die inneren Werte Weh mir, da habe ich mich im Text geirrt                                                    |
| 9      | Pop Princess            | The Click 5                       | |
| 10     | She’s No You            | Jesse McCartney                   | |
| 11     | Find Yourself In You    | Everlife                          | |
| 12     | Shining Star            | B5                                | |
| 13     | I Learned From You      | Billy Ray Cyrus feat. Miley Cyrus | |

| Nummer | Titel                   | Künstler       | Episode |
| ------ | ----------------------- | -------------- | --- |
| 1      | We Got The Party        | Hannah Montana | Die Jonas Brothers Wo die Liebe hinfällt |
| 2      | Nobody’s Perfect        | Hannah Montana | Hannahs Knochensong Wie werde ich meinen Bodyguard los? Sorry, Onkel Earl Wo die Liebe hinfällt                                                     |
| 3      | Make Some Noise         | Hannah Montana | Das Erpresserfoto Beste Freunde haben’s schwer! |
| 4      | Rockstar                | Hannah Montana | Auge um Auge Sorry, Onkel Earl |
| 5      | Old Blue Jeans          | Hannah Montana | Ach, wär’ ich doch ein Star… Reise in die Vergangenheit                                                                                             |
| 6      | Life’s What You Make It | Hannah Montana | Die krächzende Hannah Beste Freunde haben’s schwer! Der Karaoke-Wettbewerb Fast wie Schwestern Auge um Auge Die Überraschungsparty Die böse Joannie |
| 7      | One In A Million        | Hannah Montana | Lilly schlägt zurück Nichts als die Wahrheit Der Karaoke-Wettbewerb Ganz neue Töne                                                                  |
| 8      | Bigger Than Us          | Hannah Montana | Ein neuer Song für Hannah! Der Karaoke-Wettbewerb                                                                                                   |
| 9      | You and Me Together     | Hannah Montana | Die krächzende Hannah |
| 10     | True Friend             | Hannah Montana | Freunde in Handschellen Die Familien-Fehde Ganz neue Töne Wo die Liebe hinfällt                                                                     |

| Nummer | Titel                     | Künstler    | Episode             |
| ------ | ------------------------- | ----------- | ------------------- |
| 1      | See You Again             | Miley Cyrus |                     |
| 2      | East Northumberland High  | Miley Cyrus |                     |
| 3      | Let’s Dance               | Miley Cyrus |                     |
| 4      | G.N.O. (Girl’s Night Out) | Miley Cyrus |                     |
| 5      | Right Here                | Miley Cyrus |                     |
| 6      | As I Am                   | Miley Cyrus |                     |
| 7      | Start All Over            | Miley Cyrus |                     |
| 8      | Clear                     | Miley Cyrus |                     |
| 9      | Good and Broken           | Miley Cyrus |                     |
| 10     | I Miss You                | Miley Cyrus | In geheimer Mission |

| 1  | It’s All Right Here            | Hannah Montana                       | Vom Pech verfolgt |   |                                              |                |                       |
| 2  | Let’s Do This                  | Hannah Montana                       | Daddys neuer Freund Jakes Hochzeit Radiohyperaktiv! He Could Be the One                                                             |   |                                              |                |                       |
| 3  | Mixed Up                       | Hannah Montana                       | |   |                                              |                |                       |
| 4  | He Could Be the One            | Hannah Montana                       | He Could Be the One |   |                                              |                |                       |
| 5  | Just a Girl                    | Hannah Montana                       | |   |                                              |                |                       |
| 6  | I Wanna Know You               | Hannah Montana feat. David Archuleta | Der Abschlussball |   |                                              |                |                       |
| 7  | Supergirl                      | Hannah Montana                       | Wo die Liebe hinfällt Das Leid mit dem lieben Geld Der Karotten-Boykott Daddys neuer Freund Eins, zwei, Schummelei Radiohyperaktiv! |   |                                              |                |                       |
| 8  | Every Part of Me               | Hannah Montana                       | |   |                                              |                |                       |
| 9  | Ice Cream Freeze (Let’s Chill) | Hannah Montana                       | Neuer Bruder, neues Glück |   |                                              |                |                       |
| 10 | Don’t Wanna Be Torn            | Hannah Montana                       | He Could Be the One |   |                                              |                |                       |
| 11 | Let’s Get Crazy                | Hannah Montana                       | Wo die Liebe hinfällt Ein kleines Problem                                                                                           |   |                                              |                |                       |
| 12 | I Wanna Know You               | Hannah Montana                       | |   |                                              |                |                       |
| 13 | Let’s Make This Last 4Ever     | Mitchel Musso                        | Mileys Freundschaftsbeweis |   |                                              |                |                       |
| 14 | If We Were A Movie             | Hannah Montana feat. Corbin Bleu     | Dreifach-Date mit Hindernissen | – | The Best of Both Worlds: The 2009 Movie Mix1 | Hannah Montana | Titellied (Staffel 3) |

1Dieses Lied ist nur auf dem „Hannah Montana – Der Film“-Soundtrack enthalten
Außerdem werden folgende Songs von Billy Ray Cyrus und Miley Cyrus verwendet:
| Titel                                     | Folge                            |
| ----------------------------------------- | -------------------------------- |
| Billy Ray Cyrus – I Want My Mullet Back   | Daddys zweite Chance             |
| Billy Ray Cyrus feat. Miley Cyrus – Stand | Die doppelte Hannah an Halloween |
| Billy Ray Cyrus – Ready, Set, Don’t Go    | Das Benefizkonzert               |

## DVDs
Zu Hannah Montana wurden folgende DVDs produziert:
| Originaltitel | Deutscher Titel                                           | Erscheinungsdatum (DE) | Episoden |
| --- | --------------------------------------------------------- | ---------------------- | --- |
| Hannah Montana: The Complete First Season | Hannah Montana: Die komplette erste Staffel               | 16. Oktober 2008       | Episoden 1–26 |
| Hannah Montana: The Complete Second Season | Hannah Montana: Die komplette zweite Staffel              | 10. September 2009     | Episoden 27–55 |
| Hannah Montana: The Complete Third Season | Hannah Montana: Die komplette dritte Staffel              | 2. Juni 2010           | Episoden 56–78, 80–86 |
| Hannah Montana Forever: Final Season | Hannah Montana: Die finale vierte Staffel                 | 15. April 2011         | Episoden 87–101 |
| Hannah Montana: Behind The Spotlight | Hannah Montana: Zwei Welten, Ein Geheimnis                | 13. September 2007     | A ch, wie gut, dass niemand weiß…; Die Klette; Sammelwahn; Mädchen, die unbegreiflichen Wesen                                                |
| Hannah Montana: Pop Star Profile | Hannah Montana: Teenager & Superstar                      | 6. März 2008           | Der berühmte Neue; Küsse niemals einen Zombie; Besuch von Tante Dolly; Eine Lektion für Miley                                                |
| Hannah Montana & Miley Cyrus: Best of Both Worlds Concert/3D                                                                                  | Hannah Montana & Miley Cyrus: Best of Both Worlds Concert | 16. Oktober 2008       | diese DVD enthält den Film Hannah Montana & Miley Cyrus: Best of Both Worlds Concert                                                         |
| Hannah Montana: The Movie | Hannah Montana – Der Film                                 | 15. Oktober 2009       | diese DVD enthält den Film Hannah Montana – Der Film                                                                                         |
| Hannah Montana: Life’s What You Make It | keine Deutsche Version                                    |                        | |
| Nichts als die Wahrheit – Teil 1; Nichts als die Wahrheit – Teil 2; Die krächzende Hannah; Das Benefizkonzert                                 |                                                           |                        | |
| Hannah Montana: One In A Million | keine Deutsche Version                                    |                        | |
| Fast wie Schwestern; Die Jonas Brothers; Die Familien-Fehde; Die Sache mit der Freundschaft; Die Flucht (von Raven blickt durch)              |                                                           |                        | |
| Hannah Montana: Keeping It Real | keine Deutsche Version                                    |                        | |
| Die Führerscheinprüfung; Dreifach-Date mit Hindernissen; Ich will, ich will, ich will; Ein Test für die Liebe; Ganz neue Töne                 |                                                           |                        | |
| That’s So Suite Life of Hannah Montana | keine Deutsche Version                                    |                        | |
| Daddys zweite Chance; Dein Auftritt, Hannah Montana (von Hotel Zack & Cody); Das Foto Shooting (von Raven blickt durch)                       |                                                           |                        | |
| Wish Gone Amiss | keine Deutsche Version                                    |                        | |
| Ach, wär’ ich doch ein Star…; Die Superzwillinge (von Hotel Zack & Cody); Der Wunsch-Alb-Traum (von Einfach Cory)                             |                                                           |                        | |
| Wizards on Deck with Hannah Montana | keine Deutsche Version                                    |                        | |
| Vom Pech verfolgt; Das Treffen der Superstars (von Zack & Cody an Bord); Zu Gast auf der S.S. Tipton (von Die Zauberer vom Waverly Place)     |                                                           |                        | |
| Hannah Montana: Miley Says Goodbye? | keine Deutsche Version                                    |                        | |
| Das Leid mit dem lieben Geld; Daddys neuer Freund; Der Abschlussball; Jake oder Jesse? (Teil 1 und 2); Auf Wiedersehen, Miley? (Teil 1 und 2) |                                                           |                        | |
| Hannah Montana Forever: Who Is Hannah Montana                                                                                                 | Hannah Montana Forever: Die ganze Wahrheit                | 4. November 2010       | Die große Enthüllung (Teil 1 und 2); Hannahs Geheimnis; Nichts als die Wahrheit (Teil 1 und 2); Die Klette; Ach, wie gut, dass niemand weiß… |

## Rezeption

### Wahrnehmung
Laut einer Studie des IZI war Hannah Montana im Jahr 2011 die mit Abstand beliebteste Fernsehfigur bei Mädchen, noch vor Barbie. Die Mädchen erkennen sich selbst in Hannah bzw. Miley wieder, auch da Miley oft mit banalen Alltagsproblemen fertig werden muss.

### Kritik an Cyrus’ Verhalten während und nach der Serie
Als mehrere Bilder auftauchten, auf denen die Hauptdarstellerin Miley Cyrus rauchte, waren einige Eltern beunruhigt und sahen in ihr ein schlechtes Vorbild. Nach Cyrus’ Auftritt bei den MTV Video Music Awards 2013 entschied Disney die Produktion von Merchandising zu stoppen.

## Videospiele
Videospiele in Europa
- Hannah Montana (Nintendo DS)
- Hannah Montana: Music Jam (Nintendo DS)
- Hannah Montana – Welttournee im Rampenlicht (PlayStation 2 und Wii)
- Disney Sing it (PlayStation 2, PlayStation 3 und Wii)
- Hannah Montana – Der Film (Nintendo DS, Playstation 3, Wii und PC)

Videospiele in Amerika
- Hannah Montana (Nintendo DS)
- Hannah Montana: Music Jam (Nintendo DS)
- Hannah Montana: Spotlight World Tour (PlayStation 2 und Wii)
- Dance Dance Revolution Disney Channel Edition (Playstation 3)
- Disney Sing it (PlayStation 2, Playstation 3 und Wii)
- Hannah Montana: The Movie (Nintendo DS, Playstation 3, Wii und PC)

## Filme
Zur Serie wurden bisher zwei Kinofilme produziert.
- siehe Hauptartikel: Hannah Montana & Miley Cyrus: Best of Both Worlds Concert (2008)
- siehe Hauptartikel: Hannah Montana – Der Film (2009)

## Crossover
- 2006 und 2007 fanden Crossover mit der Disney-Channel-Serie Hotel Zack & Cody statt, bei denen Hannah Montana und ihr Vater Robby Ray Stewart (nur beim zweiten Crossover) zu Gast im Tipton ist.
- 2007 fand ein Crossover mit der Disney-Channel-Serie Einfach Cory statt, bei dem President Richard Martinez (John D’Aquino) und seine Tochter Sophie Martines (Madison Pettis) zu Gast in Los Angeles sind.
- 2009 fand ein Crossover mit den Disney-Channel-Serien Zack & Cody an Bord und Die Zauberer vom Waverly Place statt, bei dem Hannah Montana/Miley Stewart (Miley Cyrus), Lola Luftnagle/Lilly Truscott (Emily Osment) und Mileys Vater Robby Ray Stewart (Billy Ray Cyrus), sowie Alex Russo (Selena Gomez), Justin Russo (David Henrie) und Max Russo (Jake T. Austin) zu Gast auf der S.S. Tipton sind.

## Auszeichnungen
| Jahr      | Auszeichnung      | Kategorie                                      | Für                       | Resultat  |
| --------- | ----------------- | ---------------------------------------------- | ------------------------- | --------- |
| 2006      | Teen Choice Award | Wahl Breakout Star Hannah Montana              | Miley Cyrus               | Nominiert |
| 2006/2007 | Artios-Award      | Beste Kinderfernsehserie                       | Hannah Montana            | Nominiert |
| 2007      | Popstar Magazin   | Beste Sängerin (jugendlich)                    | Miley Cyrus               | Gewonnen  |
| 2007      | Kids Choice Award | Beste Schauspielerin                           | Miley Cyrus               | Gewonnen  |
| 2007      | Teen Choice Award | TV-Jungstar                                    | Hannah Montana            | Nominiert |
| 2007      | Teen Choice Award | Beste Fernsehdarstellerin in der Sparte Comedy | Miley Cyrus               | Gewonnen  |
| 2007      | Teen Choice Award | Beste Comedy-Serie                             | Hannah Montana            | Gewonnen  |
| 2007      | Emmy-Award        | Herausragende Kindersendung                    | Hannah Montana            | Nominiert |
| 2008      | Blimp Awards      | Lieblings-TV-Schauspielerin                    | Miley Cyrus               | Nominiert |
| 2008      | Blimp Awards      | Lieblingssängerin                              | Miley Cyrus               | Nominiert |
| 2008      | Blimp Awards      | Lieblings-TV-Show                              | Hannah Montana            | Nominiert |
| 2008      | Kids Choice Award | Lieblingssängerin                              | Miley Cyrus               | Gewonnen  |
| 2008      | Kids Choice Award | Lieblings-TV-Schauspielern                     | Miley Cyrus               | Gewonnen  |
| 2008      | Teen Choice Award | Beste Comedy TV-Show                           | Hannah Montana            | Gewonnen  |
| 2008      | Teen Choice Award | Beste Comedy TV-Schauspielerin                 | Miley Cyrus               | Gewonnen  |
| 2008      | Teen Choice Award | Beste weibliche Sängerin                       | Miley Cyrus               | Gewonnen  |
| 2009      | Kids Choice Award | Lieblingssängerin                              | Miley Cyrus               | Gewonnen  |
| 2009      | Kids Choice Award | Lieblings-TV-Show                              | Hannah Montana            | Nominiert |
| 2009      | Kids Choice Award | Lieblings-TV-Schauspielerin                    | Miley Cyrus               | Nominiert |
| 2009      | Emmy-Award        | Outstanding Children’s Program                 | Hannah Montana            | Nominiert |
| 2009      | Bravo Otto        | Beliebteste Schauspielerin                     | Miley Cyrus               | Gewonnen  |
| 2009      | MTV Movie Award   | Bester Filmsong                                | The Climb von Miley Cyrus | Gewonnen  |